# The Omega Tour Live
The Omega Tour Live, Live at the London Forum is een livealbum van Asia. Het album is opgenomen tijdens de tournee ter promotie van hun album Omega. Alhoewel behorend bij dat album uit 2010 zijn toch voornamelijk de nummers van hun eerste drie studioalbums te horen. Het album is direct van de mengtafel op de compact disc gezet. Van diezelfde tournee verscheen in 2012 een ander album: Resonance.
Het album verscheen in een beperkte oplage, onbekend bleef hoeveel er geperst zijn.

## Musici
- Steve Howe – gitaar, zang
- John Wetton – basgitaar, zang
- Geoff Downes -  toetsinstrumenten, zang
- Carl Palmer – slagwwerk

## Muziek
Het concert werd geopend door een fragment uit het maestoso uit de derde symfonie van Camille Saint-Saëns.

| Nr. | Titel                                  | Duur  |
| --- | -------------------------------------- | ----- |
| 1.  | I believe                              | 6:26  |
| 2.  | Only time                              | 5:19  |
| 3.  | Holy war                               | 6:03  |
| 4.  | Never again                            | 5:10  |
| 5.  | Through my veins                       | 5:13  |
| 6.  | Steve Howes solo                       | 7:40  |
| 7.  | Don’t cry/The smile has left your eyes | 10:11 |
| 8.  | Open you eyes                          | 7:21  |

| Nr. | Titel                             | Duur  |
| --- | --------------------------------- | ----- |
| 1.  | Finger on the trigger             | 4:46  |
| 2.  | Time again                        | 5:23  |
| 3.  | Extraordinary life                | 5:09  |
| 4.  | End of the world                  | 5:56  |
| 5.  | Heat goes on (inclusief drumsolo) | 12:21 |
| 6.  | Sole survivor                     | 8:02  |
| 7.  | Go/Heat of the moment             | 12:09 |